# Piano Stories
Albums de Joe Hisaishi
Mon voisin Totoro
(1988) Night City, single
(1988)
Piano Stories est un album de piano de Joe Hisaishi sorti en 1988 au Japon. Il comprend des compositions originales ainsi que des variations de morceaux issus des bandes originales de Arion ,W no Higeki, Mon voisin Totoro, Le Château dans le ciel et Nausicaä de la vallée du vent.

## Pistes
Toute la musique est composée par Joe Hisaishi.
| No  | Titre                   | Durée |
| --- | ----------------------- | ----- |
| 1.  | A Summer’s Day          |       |
| 2.  | Resphoina               |       |
| 3.  | W Nocturne              |       |
| 4.  | Lady of Spring          |       |
| 5.  | The Wind Forest         |       |
| 6.  | Dreamy Child            |       |
| 7.  | Green Requiem           |       |
| 8.  | The Twilight Shore      |       |
| 9.  | Innocent                |       |
| 10. | Fantasia (For Nausicaa) |       |
| 11. | A Summer’s Day          |       |